# Boždarevići
Boždarevići su naseljeno mjesto u općini Konjic, Federacija Bosne i Hercegovine, BiH.

## Stanovništvo

### 1991.
Nacionalni sastav stanovništva 1991. godine, bio je sljedeći:
ukupno: 168
- Muslimani – 160
- Hrvati – 7
- ostali, neopredijeljeni i nepoznato – 1

### 2013.
Nacionalni sastav stanovništva 2013. godine, bio je sljedeći:
ukupno: 57
- Bošnjaci – 57

## Vanjske poveznice
- Satelitska snimka[neaktivna poveznica]